# 베로니카 로스

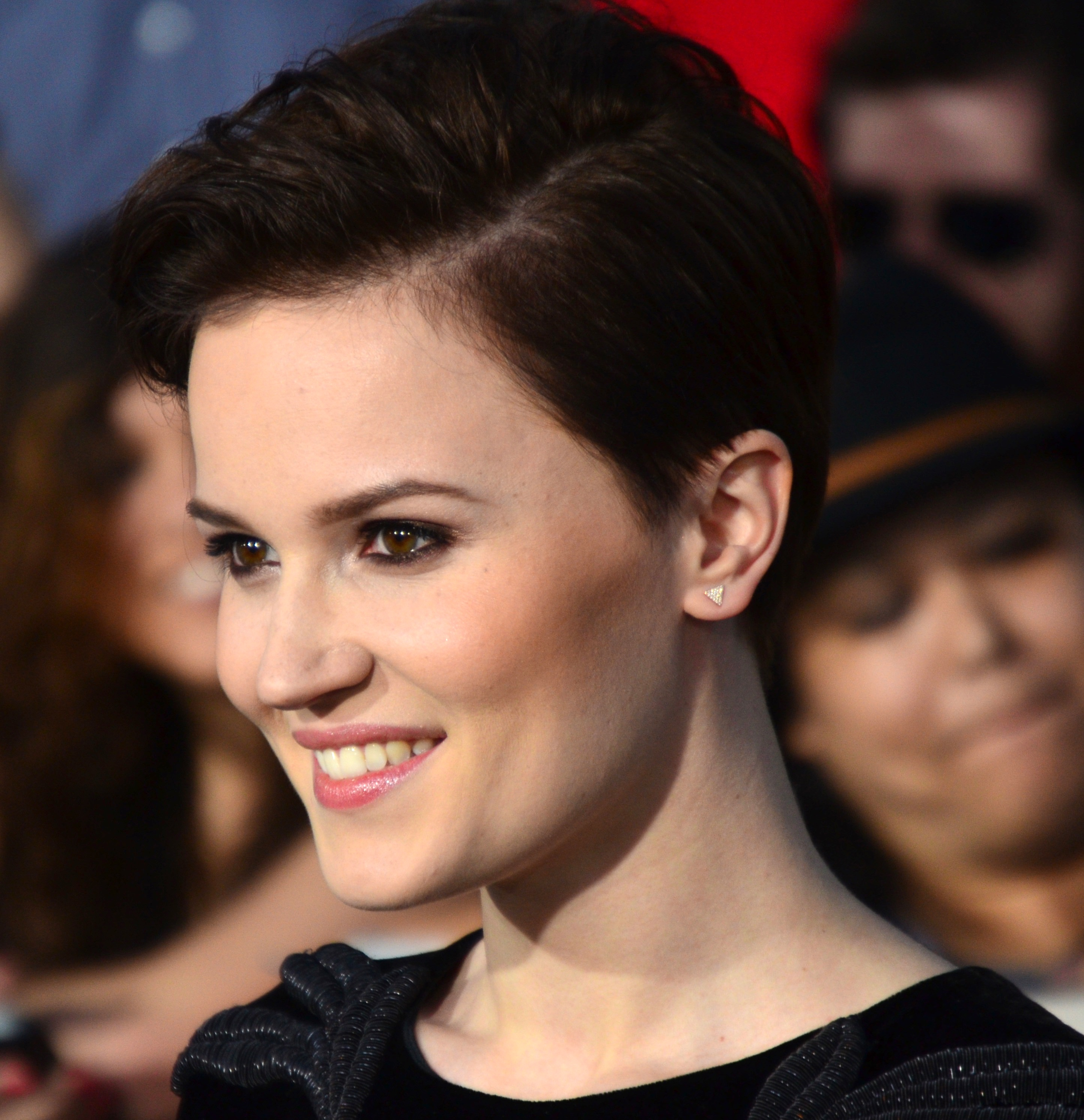
베로니카 로스

베로니카 로스(Veronica Roth, 1988년 8월 19일 ~ )는 미국의 소설가이다. 《다이버전트 삼부작》로 잘 알려져 있다.

## 작품 목록
- 《다이버전트 삼부작》
  - 《다이버전트》(Divergent, 2011)
  - 《인서전트》(Insurgent. 2012)
  - 《얼리전트》(Allegiant, 2013)
- 《다이버전트》 관련 작품
  - The World of Divergent: The Path to Allegiant (2013)
  - Four: A Divergent Story Collection (2014),